# Thomas H. Carter
Thomas Henry Carter, född 30 oktober 1854 i Scioto County i Ohio, död 17 september 1911 i Washington, D.C., var en amerikansk republikansk politiker. Han var delstaten Montanas första ledamot av USA:s representanthus 1889-1891. Han representerade sedan Montana i USA:s senat 1895-1901 och 1905-1911.
Carter gick i skola i Illinois. Han studerade sedan juridik och arbetade som advokat i Iowa. Han flyttade 1882 till Montanaterritoriet. Han representerade Montanaterritoriet som icke röstberättigad delegat i USA:s kongress från mars till november 1889. Montana blev USA:s 41:a delstat den 8 november 1889 och Carter tillträdde ämbetet som kongressledamot med fulla befogenheter. Han besegrades av demokraten William W. Dixon i kongressvalet 1890.
Carter efterträdde 1895 Thomas C. Power som senator för Montana. Han efterträddes 1901 av William A. Clark. Power tillträdde 1905 på nytt som senator. Han efterträddes i mars 1911 av Henry L. Myers. Carter avled sex månader senare i Washington, D.C.
Det administrativa området Carter County i delstaten Montana har fått sitt namn efter Thomas H. Carter.